# Joaquinita-(Ce)
La joaquinita-(Ce) es un mineral, silicato de bario, cerio, titanio, hierro y sodio, con hidroxilos e hidratado. Fue descrito por primera vez, aunque con imprecisiones en cuanto a la composición, por falta de suficiente muestra para realizar el análisis, por G.D. Louderback  y W.C. Blasdale, que le pusieron el nombre de joaquinita por el cerro de Joaquín, y la llamada roca de Joaquín, muy visible desde lejos, y próxima al lugar en el que se encontró. El nombre de estos accidentes geográficos hace referencia a su asociación con la historia/leyenda de Joaquín Murrieta. La localidad tipo es la mina explotada para obtener benitoíta por la Dallas Mining Company, en el condado de San Benito, California (USA). La composición química exacta fue determinada mucho más tarde, cuando se pudo reunir suficiente material. El sufijo -(Ce) indica la presencia de cerio como tierra rara dominante, y fue añadido al modificarse por la Asociación Mineralógica Internacional la nomenclatura de los minerales que contienen tierras raras.

## Propiedades físicas y químicas
La joaquinita-(Ce) tiene estructura de ciclosilicato, con anillos sencillos de cuatro miembros. Aparece habitualmente intercrecida con la ortojoaquinita-(Ce), que es ortorrómbica y dimorfa con ella, formando cristales de aspecto pseudo-ortorrómbico, que excepcionalmente pueden alcanzar un tamaño de 1 cm, aunque habitualmente sean del orden de 1 mm. Además de los elementos presentes en la fórmula, puede contener otros del grupo de las tierras raras, especialmente itrio, y pequeñas cantidades de torio, manganeso, estroncio, calcio, magnesio, sodio y potasio. La presencia de torio hace que sea ligeramente radiactiva. Está relacionada estructuralmente con la estronciojoaquinita. 

## Yacimientos
La joaquinita-(Ce) es un mineral muy raro. Aunque se ha citado en alrededor de una decena de localidades, prácticamente todos los ejemplares conocidos proceden de tres yacimientos de benitoíta del condado de San Benito, particularmente de la localidad tipo, conocida actualmente como California State Gem mine. Está asociada a neptunita y a benitoíta, dentro de masas de natrolita.